# Resolució 2030 del Consell de Seguretat de les Nacions Unides
La Resolució 2030 del Consell de Seguretat de les Nacions Unides fou adoptada per unanimitat el 21 de desembre de 2011 després de recordar la resolució 1949 (2010). El Consell va demanar al govern i als polítics interessats en Guinea Bissau que treballessin plegats per consolidar la pau i l'estabilitat, utilitzant mitjans legals i pacífics per resoldre les diferències i intensificant els esforços per al diàleg polític autèntic i inclusiu i la reconciliació nacional.